# Flatoidinus convivus
Flatoidinus convivus är en insektsart som först beskrevs av Stsl 1862.  Flatoidinus convivus ingår i släktet Flatoidinus och familjen Flatidae. Inga underarter finns listade i Catalogue of Life.